# Hiraoka Naoki
Naoki Hiraoka (sinh ngày 24 tháng 5 năm 1973) là một cầu thủ bóng đá người Nhật Bản.

## Sự nghiệp câu lạc bộ
Naoki Hiraoka đã từng chơi cho Gamba Osaka, Nagoya Grampus Eight, Shimizu S-Pulse và FC Gifu.